# 敲土
敲土（敲き土，たたきつち），又稱三和土（たたき），是一種將磚紅壤、砂礫等物質與熟石灰和苦汁(鹽滷)混合加熱，塗敷後便會凝固的建材。由於混合了三種材料，因此又稱為三和土。被用來製作土間的地板。
「敲土」本指花崗岩、安山岩等礦物風化後形成的土壤。因為具有在加入石灰和水熬煮後就會凝固變硬的性質，因此便將這些土混入其中使其硬化。將長崎的天川土、愛知縣三河的三州土、京都深草的的深草土等敲土加入水和石灰熬煮，塗敷在意欲施用的地方，等過一兩天後，再用水清洗表面，進行後續的細部修飾。
在沒有水泥的時代，敲土就被鋪設用來穩固地面。